# Synallaxis cinerascens
Synallaxis cinerascens là một loài chim trong họ Furnariidae.